# Трафальгар
Трафальга́р (араб. رأس الطرف الأغر‎) — мыс на испанском берегу Атлантического океана (Коста-де-ла-Лус), недалеко от г. Кадиса и Гибралтарского пролива. Название имеет арабское происхождение. Современное арабское название немного отличается от исконного — 'Tarf al-Gharb' (араб. طرف الغرب‎), что означает «западный мыс».
21 октября 1805 года у мыса Трафальгар состоялось Трафальгарское сражение, в котором флот Великобритании уничтожил объединённые Наполеоном I флоты Испании и Франции.
На мысе в 1860 году был построен маяк (исп. faro de Cabo Trafalgar), имеющий высоту 34 метра и возвышающийся над морем на 51 м.